# Dagas de los Túmulos
Las Dagas de los Túmulos son armas en el universo ficticio de J. R. R. Tolkien.
Estas dagas (o espadas para los Hobbits) fueron forjadas en Arnor por los hombres de Oesternesse, enemigos del Rey de Carn Dûm, el Rey Brujo de Angmar.
Fueron descritas como largas y muy afiladas estaban decoradas con figuras de serpientes doradas y rojas. Las vainas de extraño metal negro estaban decoradas con incrustaciones de piedras preciosas y mantenían a las espadas libres de oxidarse y sin perder el filo por muchos años.
Después del incidente con el Tumulario, Tom Bombadil les regaló a los Hobbits cuatro de estas armas que usarían durante la Guerra del Anillo. Frodo al defenderse de los Nazgûl en la Cima de los Vientos rompería la suya, que sería reemplazada luego en Rivendel por Dardo. A Merry le sucedió algo similar durante la Batalla de los Campos del Pelennor cuando enterró su espada en la rodilla del Rey Brujo de Angmar dandolé la oportunidad a Éowyn de destruirlo, cumpliendo así la profecía de Glorfindel que el Capitán Negro no sería muerto por ningún hombre (Sino por una mujer y un hobbit).La de Sam, por el contrario, cayó en poder de los orcos de Cirith Ungol, siendo enviada por Shagrat a la Puerta Negra por orden de Sauron junto con la Cota de malla de Mithril de Frodo y la capa de Lorien con el heraldo de Sauron. Pippin (Peregrin Tuk) combatió con la suya en la batalla frente al Morannon y con ella mató al gran jefe de los trolls que acababa de abatir a su amigo Beregond, soldado de Gondor. Tiempo después, y de vuelta en la Comarca, con esa misma arma Pippin amedrentó al cabecilla de los Hombres, que en la escaramuza frente a la Posada del Dragón Verde de Hobbiton había insultado a Frodo, Portador del Anillo, llamándolo renacuajo presumido.

## Maleficios contra Angmar
La importancia decisiva en el legendarium de las Dagas Tumularias radica en su procedencia: al ser sus creadores los hombres de Arnor, enemigos del Rey de Carn Dûm, las armas que forjaban estaban llenas de maleficios de ruina hacia Angmar y su oscuro rey; En dos ocasiones las dagas tumularias embistieron al Rey Brujo: una en la Cima de los Vientos durante su encuentro cara a cara con Frodo Bolson, quien le causó un daño que muestra señales de ser capaz de hacer retroceder al Brujo o debilitarlo de alguna forma, situación que queda confirmada en la segunda embestida que sufrió de una Daga Tumularia en la Batalla de los Campos del Pelennor cuando Merry ataca al Rey Brujo en la pierna, dejándolo expuesto a la estocada final de Éowyn doncella de Rohan, que lo llevaría finalmente a su derrota. Según el relato de Merry en las Casas de Curación de Minas Tirith, la daga "ardió y se consumió como un trozo de leña". La importancia de la hoja de Arnor como verdadera destructora del Rey Brujo se termina evidenciando al citar El Señor de los Anillos: 
"(...) Hubiera querido conocerlo el artífice que la forjara en  otros tiempos en el Reino del Norte, cuando los Dúnedain eran jóvenes y tenían como enemigo al temible reino de Angmar y a su rey hechicero. Ninguna otra hoja, ni aún esgrimida por manos mucho más poderosas, habría podido infligir una herida más cruel, hundirse de ese modo en la carne venida de la muerte, romper el hechizo que ataba los tendones invisibles a la voluntad del espectro."
- Datos: Q5797465